# Adolf Anschütz
Adolf Anschütz (* 20. September 1889 in Viernau; † 5. Januar 1945 in Weimar) war ein deutscher Kommunist und ein Widerstandskämpfer gegen das Naziregime.

## Leben
Adolf Anschütz wuchs in einfachen Verhältnissen auf. Nach dem Besuch der Volksschule erlernte er den Beruf des Zangenmachers. Ab 1909 organisierte er sich im Deutschen Metallarbeiterverband (DMV), wurde von 1910 bis 1917 Mitglied der SPD, anschließend  trat er der USPD bei und später der KPD. Am Ersten Weltkrieg nahm er durchgängig teil. In der Weimarer Republik vertrauten ihm die Suhler Metallarbeiter von 1919 bis 1933 die Vertretung ihrer Interessen als Geschäftsführer des DMV an. In dieser Vertrauensstellung wandte er sich Ende der 1920er Jahre gegen die sektiererische Gewerkschaftspolitik der KPD, deren Mitglied er seit 1920 war. Daraufhin schloss ihn die KPD aus der Partei aus, weil er nicht auf die RGO (Revolutionäre Gewerkschafts-Opposition), sondern auf die gemeinsame Gewerkschaft der Metallarbeiter setzte.
Erstmals 1933 inhaftiert, setzte er dennoch seine Widerstandsarbeit mit Kommunisten, Sozialdemokraten und Gewerkschaftern fort. Die Anklageschrift der Oberstaatsanwaltschaft Jena vom 15. August 1944 gegen 21 Antifaschisten aus Suhl und dessen Umland beschrieb deren „verräterische Tätigkeit“ darin, dass sie sich in kleinen und losen Gruppen organisiert hatten, die sich an der Arbeitsstelle, in Gastwirtschaften, Läden und Wohnungen zusammenfanden. Die erworbene Gemeinsamkeit ihrer politischen Überzeugung hielt sie zusammen.
Adolf gehörte zu den Angeklagten. Aus den Prozessakten geht hervor, dass Adolf Anschütz die Niederlage des Hitlerreiches als sicher ansah und diese Einstellung auch weiter verbreitete. Er hörte Nachrichten ausländischer Sender ab, gab den Inhalt weiter, wie auch unter gefährlichen Bedingungen gefertigte Flugblätter. Nie gab er den Gedanken der Solidarität auf, half mit bei der Sammlung von Spenden für Angehörige von inhaftierten Antifaschisten.
In einer Reihe von Todesurteilen gegen Sozialdemokraten und Kommunisten aus dem Raum Suhl, darunter gegen Adolf Anschütz, heißt es zu den Ursachen des weit verbreiteten Widerstandes, dass in den Jahren 1918 bis 1933 der Suhler Raum eine „Hochburg des Marxismus“ war, an dem nach der nationalsozialistischen Machtübernahme ehemalige Sozialdemokraten und Kommunisten an ihrer früheren Einstellung festhielten und sich weiterhin illegal für ihre Überzeugung einsetzten.
In einer Stellungnahme des Volksgerichtshofes vom 14. Dezember 1944 zur Verurteilung von Adolf Anschütz und den  Mitangeklagten Ernst König und Ewald Stübler heißt es:
„Die Verurteilten sind alle verbissene Kommunisten, die zu keiner Zeit von ihren Gedanken abgelassen haben und das in Zukunft auch nicht tun würden. Bei der Gemeingefährlichkeit ihres Tuns im ehemals roten Suhl und bei dem Umfang, den ihre Organisation angenommen hat, sind sie als führende Köpfe der Todesstrafe verfallen“.
Die Schwägerin von Adolf, Emma Koburg aus Viernau, Schwester seiner Ehefrau Anna, die ebenfalls inhaftiert und in die Landesstrafanstalt Ichtershausen verbracht wurde, hatte ihn im Herbst 1944 bei einem Kreuzverhör kurz sehen und sprechen können. In einer Niederschrift vom September 1945 hielt Emma fest, dass er, nachdem er fünf Monate in schweren Ketten verbringen musste, abgemagert und körperlich sichtbar schlimm zugerichtet war. Aber er hielt an seiner Überzeugung fest. Seine Worte waren: „Halte durch, es dauert nicht mehr lange“.
Die Hinrichtung von Adolf Anschütz und Genossen erfolgte am 5. Januar 1945 im Landgerichtsgefängnis Weimar. In einem standesamtlichen Dokument wurde die Falschnachricht eingetragen, dass er an einem plötzlichen Herztod verstorben sei. In den Akten des Reichsjustizministeriums befindet sich jedoch die offizielle Mitteilung des Oberstaatsanwaltes von Weimar, die am 8. Januar an den Reichsjustizminister übermittelt wurde: „Betr. Hinrichtung des Adolf Anschütz, Ernst König und Ewald Stübler. Die Hinrichtung erfolgte am 5. Januar 1945, sie dauerte je 20 Sekunden“.

## Erinnerung
- Heute liegt ein Stolperstein für Adolf Anschütz vor dem ehemaligen Wohnsitz, Schmiedefelder Straße 58.
- Der Dorfplatz und die Hauptstrasse in Viernau, dem Geburtsort von Adolf Anschütz, wurde 1945 in Adolf-Anschütz-Platz bzw. Adolf-Anschütz-Straße umbenannt. Wenige Jahre später, 1954, erfolgte auf Grund einer zentralen Entscheidung der SED die erneute Umbenennung, diesmal in Ernst-Thälmann-Platz und Ernst-Thälmann-Straße.[1]